# Angelicazuur
Angelicazuur is een onverzadigd carbonzuur. Het is de Z- of trans-isomeer van 2-methyl-2-buteenzuur. Bij kamertemperatuur is het een vluchtige, kristallijne vaste stof met een prikkelende geur.
Het E- of cis-isomeer van angelicazuur wordt tiglinezuur genoemd. Tiglinezuur kan door middel van isomerisatie omgezet worden in angelicazuur.

## Voorkomen
Angelicazuur komt als ester voor in de wortels van de grote engelwortel (Angelica archangelica), waaraan het zuur zijn naam heeft ontleend. Het werd er voor het eerst uit geïsoleerd door de Duitser Ludwig Andreas Buchner (1813–1897) in 1842. Het komt ook voor in andere planten van de schermbloemenfamilie.

## Toepassingen
Esters van angelicazuur, zogenaamde angelaten, worden gebruikt in kruidengeneeskunde en aromatherapie, en in parfumcomposities.